# Park Forest (Illinois)
Park Forest ist ein Village südlich von Chicago im Cook County und mit einem kleinen Teil im Will County in Illinois in den Vereinigten Staaten.
Das U.S. Census Bureau hat bei der Volkszählung 2020 eine Einwohnerzahl von 21.687 ermittelt. Park Forest grenzt an Olympia Fields (im Norden), Chicago Heights (im Osten), University Park (im Süden) sowie Richton Park und Matteson (im Westen).

## Geographie
Pak Forest befindet sich in einer hügeligen Umgebung, was am besten im Bereich der unbebauten Waldgebiete sichtbar ist, die in der Umgebung verstreut liegen. Charakteristisch sind die teils steilen Geländeeinschnitte und Hügel. An das Village grenzen der Sauk Lake, der von steilen sandigen Kliffs eingerahmt wird sowie die Valparaiso Moraine.
Nach den Angaben des United States Census Bureaus von 2010 hat Park Forest eine Gesamtfläche von 12,85 km², alles Land. Die Stadtgrenzen liegen, grob gesagt, im Norden am U.S. Highway 30, im Osten an der Western Avenue, im Westen an der Central Park Avenue und im Süden am Thorn Creek. Allerdings befinden sich Teile von Park Forest auch östlich der Western Avenue. Park Forest wird durch eine zweigleisige Hauptstrecke der früheren Elgin, Joliet and Eastern Railway (heute zu Canadian National Railway gehörend) geteilt. Etwas weiter nördlich verläuft dazu parallel die frühere Trasse der Michigan Central Railroad (heute New York Central Railroad). Diese Bahnstrecke wurde stillgelegt und in einen Wanderweg mit dem Namen Old Plank Trail umgewandelt. Der Beginn des Wanderwegs liegt an der Western Avenue, und er führt durch Park Forest westwärts bis nach Joliet.

### Klima
|                        | Jan  | Feb  | Mär  | Apr  | Mai  | Jun  | Jul  | Aug  | Sep  | Okt  | Nov | Dez  |   |      |
| Mittl. Temperatur (°C) | −4,9 | −2,8 | 3,2  | 9,8  | 15,6 | 21,2 | 23,6 | 22,5 | 18,3 | 11,6 | 4,7 | −2,4 | ⌀ | 10,1 |
| Mittl. Tagesmax. (°C)  | −0,8 | 1,7  | 7,9  | 15,2 | 21,2 | 26,7 | 28,8 | 27,7 | 24,0 | 17,2 | 9,1 | 1,6  | ⌀ | 15,1 |
| Mittl. Tagesmin. (°C)  | −9,1 | −7,2 | −1,6 | 4,3  | 10,0 | 15,6 | 18,3 | 17,3 | 12,7 | 6,1  | 0,2 | −6,5 | ⌀ | 5,1  |
|                        |      |      |      |      |      |      |      |      |      |      |     |      |   |      |
| Niederschlag (mm)      | 51   | 47   | 66   | 96   | 114  | 116  | 116  | 114  | 81   | 85   | 91  | 67   | Σ | 1044 |
|                        |      |      |      |      |      |      |      |      |      |      |     |      |   |      |
| Regentage (d)          | 10   | 9    | 11   | 12   | 12   | 10   | 9    | 9    | 9    | 10   | 11  | 11   | Σ | 123  |

| −9,1 |

| −7,2 |

| −1,6 |

| 4,3 |

| 10,0 |

| 15,6 |

| 18,3 |

| 17,3 |

| 12,7 |

| 6,1 |

| 0,2 |

| −6,5 |

| −9,1 |

| −7,2 |

| −1,6 |

| 4,3 |

| 10,0 |

| 15,6 |

| 18,3 |

| 17,3 |

| 12,7 |

| 6,1 |

| 0,2 |

| −6,5 |

| N i e d e r s c h l a g | 51  | 47  | 66  | 96  | 114 | 116 | 116 | 114 | 81  | 85  | 91  | 67  |
|                         | Jan | Feb | Mär | Apr | Mai | Jun | Jul | Aug | Sep | Okt | Nov | Dez |

### Verkehr
METRA betreibt den öffentlichen Schienennahverkehr ins Zentrum von Chicago. In Park Forest liegen unter anderem die Stationen Richton Park (Sauk Trail am Governor’s Hwy./Crawford Ave./Pulaski Rd.,) 211th Street (Lincoln Highway) und Matteson der Metra Electric Line, die parallel verläuft zur Strecke der Illinois Central Railroad Company, aber eigene Gleise verwendet.

## Geschichte
Die Bauunternehmer Nathan Manilow, Carroll F. Sweet und Philip M. Klutznick gaben in einer im Palmer House in Chicago stattfindenden Pressekonferenz am 28. Oktober 1946 die Planung einer neuen selbstverwalteten Ortschaft im Bereich von Chicagos südlichen Vororten bekannt. Dieses Projekt, das schon bald den Namen Park Forest erhielt, wurde entwickelt durch American Community Builders (ACB). Park Forest wurde durch den Stadtplaner Elbert Peets teilweise in der Tradition der planned communities entworfen, die überall im Lande entstanden, um den aus dem Zweiten Weltkrieg zurückkehrenden Veteranen Wohnraum zu geben.
Studs Terkel sagt in seiner Sammlung mündlicher Schilderungen über den Zweiten Weltkrieg, The Good War, dass Park Forest und andere solche Mittelklassevororte aus dem neuen Wohlstand der Nachkriegszeit heraus entstanden. Er zitiert einen namenlos bleibenden GI mit den Worten, „Der Krieg änderte unsere ganzen Vorstellungen, wie wir leben wollten, als wir zurückkamen. Wir steckten unsere Ansprüche ziemlich hoch… Ich bin jetzt, was man Mittelklasse nennt.“ Terkel führt weiter: „Der Vorort war, bis [etwa 1946], die exklusive Domäne der 'Oberklasse'. Er war, wo die Reichen lebten. Der Rest von uns waren die Leute aus der Nachbarschaft. Am Ende des Krieges, entstand eine neue Art Vorort. … Dank des GI-Gesetzes, wurden zwei neue Namen zur amerikanischen folksay hinzugefügt:  Levittown und Park Forest.“
„Eine neue Mittelklasse war hervorgekommen. Bis heute hatte die große Mehrheit, sogar vor der Depression, sich von einem Zahltag zum nächsten durchschlagen müssen. … [Zuvor gab es nur ein] Auto pro Straßenblock. Jetzt beschaffte sich jeder ein Auto. Oh, es war aufregend.“
In den Jahren 1951 und 1957 wurden zwei Synagogen in Park Forest eröffnet, weil Juden 15 % der Einwohnerschaft ausmachten. Beide Synagogen sind inzwischen umgezogen an Adressen außerhalb des Village-Gebietes. Park Forest war zwar schon zum Zeitpunkt der Gründung offiziell desegregiert, doch zog die erste afroamerikanische Familie erst 1959 hierher.
Als am 26. März 2003 über dem Mittleren Westen ein Meteor explodierte, wurde Park Forest mit Dutzenden von Meteoritenfragmenten übersät. Diese Fragmente befinden sich im Field Museum in Chicago.

## Demographie
Zum Zeitpunkt des United States Census 2000 bewohnten Park Forest 21.975 Personen. Die Bevölkerungsdichte betrug 1716,8 Personen pro km². Es gab 9838 Wohneinheiten, durchschnittlich 768,6 pro km². Die Bevölkerung in Park Forest bestand zu 33,4 % aus Weißen, 59,8 % Schwarzen oder African American, 0,3 % Native American, 0,8 % Asian, 0,05 % Pacific Islander, 2,1 % gaben an, anderen Rassen anzugehören und 3,6 % nannten zwei oder mehr Rassen. 6,4 % der Bevölkerung erklärten, Hispanos oder Latinos jeglicher Rasse zu sein.
Die Bewohner Park Forests verteilten sich auf 8750 Haushalte, von denen in 33,8 % Kinder unter 18 Jahren lebten. 33,6 % der Haushalte stellten Verheiratete, 24,0 % hatten einen weiblichen Haushaltsvorstand ohne Ehemann und 37,2 % bildeten keine Familien. 33,2 % der Haushalte bestanden aus Einzelpersonen und in 12,8 % aller Haushalte lebte jemand im Alter von 65 Jahren oder mehr alleine. Die durchschnittliche Haushaltsgröße betrug 2,46 und die durchschnittliche Familiengröße 3,15 Personen.
Die Bevölkerung verteilte sich auf 25,9 % Minderjährige, 8,0 % 18–24-Jährige, 26,4 % 25–44-Jährige, 27,1 % 45–64-Jährige und 12,7 % im Alter von 65 Jahren oder mehr. Der Median des Alters betrug 37,4 Jahre. Auf jeweils 100 Frauen entfielen 81,4 Männer. Bei den über 18-Jährigen entfielen auf 100 Frauen 75,6 Männer.
Das mittlere Haushaltseinkommen in Park Forest betrug 45.925 US-Dollar und das mittlere Familieneinkommen erreichte die Höhe von 53.977 US-Dollar. Das Durchschnittseinkommen der Männer betrug 41.976 US-Dollar, gegenüber 36.451 US-Dollar bei den Frauen. Das Pro-Kopf-Einkommen belief sich auf 21.149 US-Dollar. 14,4 % der Bevölkerung und 18,8 % der Familien hatten ein Einkommen unterhalb der Armutsgrenze, davon waren 27,7 % der Minderjährigen und 11,5 % der Altersgruppe 65 Jahre und mehr betroffen.

## Bürgermeister
- Dennis O’Harrow (23. April 1949–10. Oktober 1950)
- Henry X. Dietch (10. Oktober 1950–2. April 1955)
- Robert A. Dinerstein (26. April 1955–22. April 1961)
- Bernard G. Cunningham (22. April 1961–April 1971)
- Ralph G. Johnson (April 1971–April 1975)
- Mayer Singerman (April 1975–April 1981)
- Ronald Bean (April 1981–2. September 1986)
- Jerry Mathews (29. September 1986–April 1991)
- F. Patrick Kelly (April 1991–April 1999)
- John Ostenburg (April 1999–heute)

## Bildung
Das Gebiet von Forest Park entfällt auf die folgenden Schulbezirke:
- Matteson School District 162
- Park Forest Chicago Heights School District 163
- Rich Township High School District 227
- Crete-Monee School District 201U

## Kunst und Kultur
- Illinois Theatre Center
- Illinois Philharmonic Orchestra